# 島根県道157号出雲大東線
島根県道157号出雲大東線（しまねけんどう157ごう いずもだいとうせん）は、島根県出雲市から雲南市に至る一般県道である。

## 概要
出雲市上島町から雲南市大東町大東下分に至る。

### 路線データ
- 起点：島根県出雲市上島町（島根県道26号出雲三刀屋線交点、島根県道183号斐川上島線終点）
- 終点：島根県雲南市大東町大東下分（島根県道25号玉湯吾妻山線交点）

## 路線状況

### 重複区間
- 島根県道183号斐川上島線（出雲市上島町（起点） - 出雲市斐川町阿宮）
- 島根県道197号木次直江停車場線（出雲市斐川町阿宮 - 雲南市加茂町神原）

### 道路施設

#### 橋梁
- 森坂大橋（斐伊川、出雲市）
- 幡屋橋（幡屋川、雲南市）
- 新岩熊橋（山田川、雲南市）

### 地理

#### 通過する自治体
- 島根県
  - 出雲市 - 雲南市

#### 交差道する路
| 交差する道路                                                                    | 市町村名 | 交差する場所   | 交差する場所 |
| ------------------------------------------------------------------------------- | -------- | -------------- | ------------ |
| 島根県道26号出雲三刀屋線 島根県道183号斐川上島線 重複区間起点                   | 出雲市   | 上島町         | 起点         |
| 島根県道183号斐川上島線 重複区間終点 島根県道197号木次直江停車場線 重複区間起点 | 出雲市   | 斐川町阿宮     |              |
| 島根県道197号木次直江停車場線 重複区間終点                                      | 雲南市   | 加茂町神原     |              |
| 国道54号                                                                        | 雲南市   | 加茂町加茂中   | 柳橋交差点   |
| 島根県道214号加茂中停車場線                                                     | 雲南市   | 加茂町加茂中   |              |
| 島根県道25号玉湯吾妻山線                                                        | 雲南市   | 大東町大東下分 | 終点         |

#### 沿線
- 斐伊川
- JR西日本木次線
  - 加茂中駅 - 幡屋駅